# 方洁
方洁（1969年9月—），女，汉族，安徽安庆人，中华人民共和国政治人物。现任湖北经济学院院长，教授，民建湖北省委副主委。第十四届全国政协委员。